# Xinnuy
Xinnuy (hebreu שינוי Canvi, nom original: Tenuà le-Xinnuy ve-Yozmà, després Xinnuy-Mifléget ha-Merkaz, Moviment pel canvi Democràtic) fou un partit polític sionista, secular i liberal d'Israel. Era membre de la Internacional Liberal.
En hebreu, la paraula Xinnuy vol dir "reforma" o "canvi". A les eleccions legislatives d'Israel de 2003, va obtenir 15 dels 120 escons del parlament, posicionant-se com el tercer partit més gran del país darrere del Likkud i del Partit Laborista Israelià. Però només tres anys més tard, a les eleccions de 2006, va desaparèixer pràcticament del mapa polític. El partit va patir una dura divisió l'any 2006 que va veure la partida del seu líder Tommy Lapid. Actualment el seu cap per Ron Levintal.
Entre les seves propostes es troben: 
- Separar la religió de l'Estat, sense renunciar al perfil judeo-sionista d'Israel.
- Continuar amb el procés de pau amb els palestins, basat en el "Full de ruta".
- Propiciar una economia de lliure mercat. La revolució cívica a la qual aspirava Xinnuy es basava en diversos temes, sent el primer dels quals la separació entre religió i Estat.

## Fundació
El partit va néixer originalment en oposició a l'Executiu de la primera ministra Golda Meïr i el seu ministre de defensa Moixé Dayan, als quals molts israelians culpaven dels errors de la Guerra del Yom Kippur. A l'abril de 1974, només quatre mesos després d'una aclaparadora victòria de Meïr i el Partit Laborista a les eleccions, ambdós van dimitir. Amnon Rubinstein, un acadèmic simpatitzant dels opositors, va veure en l'èxit de les manifestacions un potencial com a alternativa a la realitat política que existia fins llavors: des del seu establiment, Israel havia estat governat pel Mapai, antecessor del Partit Laborista. No obstant això, en un primer moment Xinnuy no va obtenir representació a la Kenésset.

## Eleccions de 1977
El 1976 el primer ministre Yitshaq Rabbín va dimitir del seu càrrec a causa d'una sèrie d'escàndols en els quals es van veure involuncrats polítics laboristes. L'abril del 1977, només dos mesos abans les eleccions, Rabbín va anunciar que no seria candidat de l'Alineació Laborista al càrrec de primer ministre d'Israel, i Ximon Peres el va succeir.
Molts ciutadans israelians van buscar una alternativa als laboristes. L'excap d'estat major Yigael Yadin, amb reputació internacional com a arqueòleg, va dirigir una aliança de partits de l'oposició que incloïa al Xinnuy. L'aliança, anomenada Daix (ד"ש: acrònim de תנועה דמוקרטית לשינוי, Tenuà Demoqràtit le-Xinnuy, Moviment Democràtic pel Canvi), fou un imant per a aquelles persones que s'oposaven a l'Alineació Laborista però tampoc confiaven en el principal partit de l'oposició dretana tradicional Likkud. Daix va tenir una plataforma econòmica liberal (enfrontada al socialisme estatal establert des de la fundació d'Israel), i va declarar el seu suport a negociacions amb els estats àrabs i la devolució dels territoris ocupats per Israel des de 1967.
Els resultats de les eleccions legislatives d'Israel de 1977 van portar una realitat política nova, a l'obtenir el Likkud el nombre major d'escons en la Kenésset. Yadin va acordar participar en el govern del nou primer ministre Menahem Beguín, però Rubinstein i la facció de Xinnuy van rebutjar prendre part en una coalició dretana. Daix es va dividir en moltes faccions.

## Els anys 80 i 90
A les eleccions de 1981 el partit es va veure reduït a dos escons. A les eleccions de 1984 va obtenir tres escons i fou convidat a unir-se al govern d'unitat nacional, però es va retirar de la coalició el 26 de maig de 1987. Encara que el partit va guanyar un nou diputat procedent de l'Alineació, va perdre Mordekhay Virshubski, que marxà al Ratz. El partit va passar a anomenar Xinnuy - El Partit del Centre durant certs períodes.
A les eleccions de 1988 Xinnuy es va veure reduït a dos escons. Encara que el partit guanyat un diputat de l'Alineació, en va perdre a un altre a Rats. No obstant això, el 1992 es va unir a Rats i Mapam per formar l'aliança d'esquerra Mérets. El nou partit va obtenir 12 escons a les eleccions legislatives d'Israel de 1992 i fou soci del govern de Yitshaq Rabbín.
En 1996 els tres partits decidiren oficialment fusionar-se per formar el partit Nou Moviment - Mérets. Encara que el líder Amnon Rubinstein donava suport a la fusió, la majoria dels membres de partit va tractar de distanciar-se de l'esquerra socialdemòcrata del Mérets. Dos diputats (dels nou que el Mérets va obtenir a les eleccions de 1996), van trencar per a restablir Xinnuy com a partit independent el 1997 sota la direcció d'Avraham Poraż.
Abans de les eleccions de 1999 el partit fou dirigit per una celebritat televisiva, Tommy Lapid, que era conegut per la seva ferotge retòrica contra la coerció religiosa. El partit va canviar el seu nom a Xinnuy - El Moviment Secular i es van negar a unir-se a una coalició que inclou el partits ultraortodoxos Xas i Judaisme Unit de la Torà. A les eleccions, el Xinnuy va obtenir 6 escons.

## Els anys 2000
A les eleccions de 2003 el partit va obtenir 15 escons, la tercera facció més gran a la Kenésset. Ariel Xaron va convidar el partit per formar un govern de coalició de dreta secular amb Unió Nacional i Israel ba-Aliyà, amb diversos càrrecs ministerials clau per a Xinnuy, inclòs el Ministeri d'Afers Interns, clau en la posició de la lluita entre seculars i religiosos. El Partit Nacional Religiós també es va unir a la coalició el 3 de març de 2003, portant el nombre d'escons que tenia fins a 68..
El partit va utilitzar el seu poder de negociació per tancar el Ministeri d'Afers Religiosos, retallar els pressupostos de les escoles superiors haredí (ieixivà), i avançar en la causa de matrimonis civils. El partit hagué de protegir Xaron en el seu pla de retirada de la Franja de Gaza, una posició que va aixecar les crítiques tant de la dreta com de l'esquerra. Xinnuy va guanyar molts regidors als consells municipals en les eleccions locals de 2003, en particular l'èxit esperat del seu representant a Haifa Yona Yahava com a alcalde. La sortida de les faccions dretanes de la coalició el 2004 va dirigir a negociacions entre Likkud i Judaisme Unit de la Torà per a la seva participació en el govern. Pitjor va ser un escàndol intern que Yosef Paritzky es va veure implicat per intentar tendir un parany en incriminar Avraham Poraz. Paritzky va dimitir de tots els seus càrrecs en el govern i el Xinnuy, i la unitat en la facció esdevingué fràgil. El desembre d'aquell any Xaron va expulsar els ministres de Xinnuy del seu gabinet després que ells rebutgessin votar a favor del pressupost de 2005.

## La davallada
En novembre de 2005 Amir Peretz, líder del Partit Laborista, va sortir de la coalició amb Ariel Xaron i Likkud, provocant un terratrèmol polític. Xaron va sortir de Likkud i va formar Qadima, i Israel va convocar novament eleccions anticipades. Xinnuy, el partit major en l'oposició, va haver de fer eleccions primàries i preparar una llista de candidats al nou Kenésset. En la votació del consell central del moviment el 12 de gener de 2006 Lapid va assolir novament el primer lloc, perquè en una sorpresa completa Poraz va perdre en la baralla per al segon lloc davant Ron Levintal, un conseller municipal i advocat de Tel-Aviv.
La derrota de Poraz va dividir el partit entre partidaris de Lapid i la "vella guàrdia" del moviment, i ells de Levintal que creien que Xinnuy necessitava reformes internes. A pesar que Xinnuy era el tercer partit més gran a Israel, va tenir només 5.000 compromissaris a les eleccions legislatives d'Israel de 2006, un nombre nan en comparisión a Likkud i el Partit Laborista. Poraz no va renunciar al seu lloc dirigent i ràpidament va formar juntament amb altres sis legisladors Jetz ("Fletxa"; la Facció Secular), un grup de qualitat més secular que Xinnuy. Dos socis a més, Jemi Doron i Eliezer Sandberg, van marxar de Xinnuy i van formar La Llar Nacional, una facció breu que es va unir a Likkud sense presentar-se a les eleccions. Levintal es va presentar amb la resta de legisladors que van quedar a Xinnuy, Ehud Razabi i Ilan Leibowitz, doncs Xinnuy va perdre la representació al Kenésset, assolint només 4.907 vots.

## Xinnuy actualment
Ron Levintal segueix dirigint el partit fins avui, si bé Xinnuy no es va presentar a les eleccions legislatives d'Israel de 2009 (Jetz d'Avraham Poraz va prendre part en una aliança amb els Verds). El lloc de Xinnuy ha estat ocupat per altres moviments similars, i en l'ambient corrent el partit no té gaire influència a l'escena nacional.

## Resultats electorals
| Any        | Líder            | Candidat             | Vots                 | %                    | Escons   | +/– | Govern            |
| ---------- | ---------------- | -------------------- | -------------------- | -------------------- | -------- | --- | ----------------- |
| 1977       | Amnon Rubinstein | Dins de Dash         | Dins de Dash         | Dins de Dash         | 7 / 120  | Nou | Coalició          |
| 1981       | Amnon Rubinstein | Amnon Rubinstein     | 29,837               | 1.5 (#9)             | 2 / 120  | 5   | Oposició          |
| 1984       | Amnon Rubinstein | Amnon Rubinstein     | 54,747               | 2.7 (#7)             | 3 / 120  | 1   | Coalició          |
| 1988       | Amnon Rubinstein | Amnon Rubinstein     | 39,538               | 1.7 (#12)            | 2 / 120  | 1   | Oposició          |
| 1992       | Amnon Rubinstein | Dins de Mérets       | Dins de Mérets       | Dins de Mérets       | 2 / 120  | =   | Coalició          |
| 1996       | Amnon Rubinstein | Dins de Mérets       | Dins de Mérets       | Dins de Mérets       | 2 / 120  | =   | Oposició          |
| 1999       | Avraham Poraz    | Tommy Lapid          | 167,748              | 5.0 (#6)             | 6 / 120  | 6   | Oposició          |
| 2003       | Tommy Lapid      | Tommy Lapid          | 386,535              | 12.28 (#3)           | 15 / 120 | 9   | Coalició          |
| 2006       | Ron Levintal     | Ron Levintal         | 4,675                | 0.16 (#19)           | 0 / 120  | 15  | Extraparlamentari |
| 2009       | Ron Levintal     | No hi van participar | No hi van participar | No hi van participar | 0 / 120  | =   | Extraparlamentari |
| 2013       | Ron Levintal     | No hi van participar | No hi van participar | No hi van participar | 0 / 120  | =   | Extraparlamentari |
| 2015       | Ron Levintal     | No hi van participar | No hi van participar | No hi van participar | 0 / 120  | =   | Extraparlamentari |
| Abril 2019 | Ron Levintal     | No hi van participar | No hi van participar | No hi van participar | 0 / 120  | =   | Extraparlamentari |
| Set. 2019  | Ron Levintal     | No hi van participar | No hi van participar | No hi van participar | 0 / 120  | =   | Extraparlamentari |
| 2020       | Ron Levintal     | No hi van participar | No hi van participar | No hi van participar | 0 / 120  | =   | Extraparlamentari |
| 2021       | Ron Levintal     | No hi van participar | No hi van participar | No hi van participar | 0 / 120  | =   | Extraparlamentari |
| 2022       | Ron Levintal     | No hi van participar | No hi van participar | No hi van participar | 0 / 120  | =   | Extraparlamentari |

## Líders
|   | Líder | Líder            | Inici | Final  |
| - | ----- | ---------------- | ----- | ------ |
| 1 |       | Amnon Rubinstein | 1974  | 1996   |
| 2 |       | Avraham Poraz    | 1996  | 1999   |
| 3 |       | Tommy Lapid      | 1999  | 2006   |
| 4 |       | Ron Levintal     | 2006  | Actual |